# Karen Chanloung
Karen Chanloung (* 1. Juli 1996 in Aosta, Italien) ist eine thailändische, ehemals italienische Skilangläuferin.

## Werdegang
Chanloung nahm von 2012 bis 2016 für Italien an U18 und U20-Rennen im Alpencup teil. Seit der Saison 2016/17 startet sie für Thailand. Ihr erstes Weltcuprennen lief sie im Januar 2017 in Toblach, welches sie auf dem 48. Platz im Sprint beendete. Bei den U23-Skiweltmeisterschaften 2017 in Soldier Hollow belegte sie den 37. Platz im Sprint, den 36. Rang über 10 km Freistil und den 35. Platz im Skiathlon. Ihre beste Platzierung bei den Winter-Asienspielen 2017 in Sapporo war der neunte Platz über 5 km klassisch. Bei den Rollerski-Weltmeisterschaften 2017 in Sollefteå kam sie im Sprint und über 18 km Freistil jeweils auf den 15. Platz. Ende Januar 2018 errang sie bei den U23-Skiweltmeisterschaften in Goms den 50. Platz über 10 km klassisch und den 46. Platz im Sprint. Bei den Olympischen Winterspielen 2018 in Pyeongchang lief sie auf den 82. Platz über 10 km Freistil. Ihre besten Platzierungen bei der Winter-Universiade 2019 in Krasnojarsk waren der 18. Platz über 5 km klassisch und der 13. Rang im Teamsprint und bei den Nordischen Skiweltmeisterschaften 2019 in Seefeld in Tirol der 51. Platz im Skiathlon und der 19. Rang im Teamsprint. Bei den Nordischen Skiweltmeisterschaften 2021 in Oberstdorf belegte sie den 56. Platz im Sprint sowie den 55. Rang über 10 km Freistil und bei den Olympischen Winterspielen 2022 in Peking den 63. Platz über 10 km klassisch sowie den 61. Rang im Sprint.
Ihr Bruder Mark ist ebenfalls im Skilanglauf aktiv.

## Teilnahmen an Weltmeisterschaften und Olympischen Winterspielen

### Olympische Spiele
- 2018 Pyeongchang: 82. Platz 10 km Freistil
- 2022 Peking: 61. Platz Sprint Freistil, 63. Platz 10 km klassisch

### Nordische Skiweltmeisterschaften
- 2019 Seefeld in Tirol: 19. Platz Teamsprint klassisch, 51. Platz 15 km Skiathlon, 62. Platz 10 km klassisch, 66. Platz Sprint Freistil
- 2021 Oberstdorf: 55. Platz 10 km Freistil, 56. Platz Sprint klassisch

### Rollerski-Weltmeisterschaften
- 2017 Solleftea: 15. Platz Sprint Freistil, 15. Platz 18 km Freistil
- 2021 Val di Fiemme: 13. Platz 10 km Freistil, 14. Platz 13 km klassisch Massenstart, 15. Platz Sprint Freistil